# Phyllyphanta declivis
Phyllyphanta declivis är en insektsart som först beskrevs av Jacobi 1941.  Phyllyphanta declivis ingår i släktet Phyllyphanta och familjen Flatidae. Inga underarter finns listade i Catalogue of Life.